# Zaurbek Chromaev
Zaurbek Majranovyč Chromaev (in ucraino Заурбек Майранович Хромаев?; 9 gennaio 1947 – 30 aprile 2019) è stato un allenatore di pallacanestro ucraino, fino al 1991 sovietico.

## Carriera
Ha guidato l'Ucraina ai Campionati europei del 1997.